# 夸特罗卡斯泰拉
夸特罗卡斯泰拉（義大利語：Quattro Castella），是意大利雷焦艾米利亚省的一个市镇。总面积46.13平方公里，人口12986人，人口密度281.5人/平方公里（2009年）。ISTAT代码为035030。